# Сибилла Урсула Брауншвейг-Вольфенбюттельская
Сиби́лла Урсу́ла Бра́уншвейг-Во́льфенбюттельская (нем. Sibylle Ursula von Braunschweig-Wolfenbüttel; 4 февраля 1629, Хитцаккер, Брауншвейг-Вольфенбюттель — 12 декабря 1671, Глюксбург, Шлезвиг-Гольштейн-Зондербург-Глюксбург) — принцесса из дома Вельфов, дочь Августа Младшего, герцога Брауншвейг-Вольфенбюттеля. Жена герцога Кристиана; в замужестве — герцогиня Шлезвиг-Гольштейн-Зондербург-Глюксбурга.
Переводчица с французского и латинского языков. Одна из первых немецких писательниц прециозной литературы. Соавтор произведения «Благородная Арамена Сирийская» — известного куртуазного романа в литературе немецкого барокко.

## Семья и ранние годы
Родилась 4 февраля 1629 года в Хитцаккере и была крещена 30 марта того же года. Она была третьим ребёнком в семье герцога Брауншвейг-Люнебурга в Вольфенбюттеле Августа Младшего и его второй жены Доротеи Ангальт-Цербстской, принцессы из дома Асканиев. По отцовской линии приходилась внучкой герцогу Брауншвейг-Люнебурга в Даннеберге, князю Люнебурга Генриху III и Урсуле Саксен-Лауэнбургской, принцессе из дома Асканиев. По материнской линии была внучкой князя Ангальт-Цербста Рудольфа и Доротеи Гедвиги Брауншвейг-Вольфенбюттельской, принцессы из дома Вельфов.
Сибилла Урсула имела полнородную сестру Клару Августу и полнородных братьев Рудольфа Августа и Антона Ульриха, а также от третьего брака отца единокровных сестру Марию Елизавету и брата Фердинанда Альбрехта.
В пятилетнем возрасте Сибилла Урсула потеряла мать. Через год отец женился в третий раз. Мачеха принцессы позаботились о достойном образовании для детей мужа от предыдущего брака. Среди предметов, которые преподавали Сибилле Урсуле, были немецкий, французский и латинский языки, литература, игра на музыкальных инструментах. Вместе с братьями и сёстрами, принцесса участвовала в представлениях в придворном театре. Гувернёрами у детей герцогской четы были поэты Юстус Георг Шоттель и Зигмунд фон Биркен. Сибилла Урсула была самой способной из учениц. За годы обучения она собрала большую библиотеку на языках, которые изучала. Однако в отличие от братьев, образование принцессы не носило системный характер.

## Творчество и переводы
Сибилла Урсула не спешила вступать в брак и думала прожить жизнь незамужней. Она писала пьесы, стихи и прозу. В ранних произведениях принцесса большое внимание уделяла благочестию, куртуазности и морали. Позднее в её творчестве усилились религиозные мотивы, что свидетельствует об изменениях душевного и духовного состояния писательницы. Оригинальная версия романа «Арамена», вероятно, вдохновленная романом «Фарамонд» Готье Ла Кальпренеда, считается главным произведением Сибиллы Урсулы. Рукопись пасторального романа была прервана ею на второй части второй книги под 1663 годом. Работу над произведением продолжил брат принцессы, Антон Ульрих; их общий труд был опубликован в виде романа из пяти частей с названием «Благородная Арамена Сирийская» под редакцией Зигмунда фон Биркена. Свои сочинения принцесса подписывала псевдонимом Бефрайнде (нем. Die Befreiende), что в переводе с немецкого означает «Освободитель».
В течение нескольких лет Сибилла Урсула переписывалась с писательницей Мадлен де Скюдери, чьё творчество оказало на неё неизгладимое впечатление; сохранились их письма с 1656 по 1660 год. Известно также о переписке принцессы на латыни с теологом и алхимиком Иоганном Валентином Андреэ, которую тот включил в свою книгу «Seleniana Augustalia», изданную в Ульме в 1649 году.
Кроме писательской деятельности, Сибилла Урсула увлекалась искусством и музыкой, занималась переводами с французского и латинского языков. В 1641—1652 годах, вместе с мачехой, перевела пасторальный роман «Астрея» французского писателя Оноре д’Юрфе. В 1649 году перевела «Введение в истинную мудрость» испанского теолога и гуманиста Хуана Луиса Вивеса, в 1656 году — роман «Кассандра» французского писателя Готье Ла Кальпренеда, в 1659 году — роман «Клеопатра» того же автора, фрагменты из романа «Клелия» Мадлен де Скюдери. Ни один из переводов Сибиллы Урсулы не был опубликован при жизни переводчицы, и рукописи не выходили за пределы двора в Вольфенбюттеле.

## Брак и потомство
В Вольфенбюттеле 20 сентября 1663 года Сибилла Урсула сочеталась браком с Кристианом (19 июня 1627 — 17 ноября 1698), герцогом Шлезвиг-Гольштейн-Зондербург-Глюксбурга, человеком с мягким и тихим нравом. Возможно мотивом для столь позднего решения выйти замуж было желание принцессы иметь свой двор. В браке Сибиллы Урсулы и Кристиана родились четверо детей, но известны имена только двоих:
- Фридрих Август (4 июня 1664 — 14/15 августа 1664), умер вскоре после рождения;
- София Амалия (27 февраля 1668 — 17 апреля 1668), умерла вскоре после рождения.

После замужества Сибилла Урсула перестала заниматься творчеством. Герцогиня серьёзно заболела, вследствие чего впала в депрессию. Вероятно, муж заразил её сифилисом. Последняя запись в дневнике герцогини датирована 1668 годом. Она умерла 12 декабря 1671 года в замке Глюксбург на третий день после тяжёлых и неудачных четвёртых родов. 6 февраля 1672 года её останки, вместе с останками мертворожденной дочери, перезахоронили в герцогской усыпальнице в кирхе замка Глюксбург.